# Zazdrość (gmina Stawiguda)
Zazdrość – osada leśna w Polsce położona w województwie warmińsko-mazurskim, w powiecie olsztyńskim, w gminie Stawiguda. Miejscowość leży na wschodnim brzegu Jeziora Kielarskiego.
Przy drodze leśnej znajduje się miejsce spoczynku 20 żołnierzy armii niemieckiej oraz 43 żołnierzy armii rosyjskiej, poległych 28 sierpnia 1914 roku.
Według podziału administracyjnego Polski obowiązującego w latach 1975–1998, miejscowość należała do województwa olsztyńskiego. Osada znajduje się w historycznym regionie Warmia.